# Antoine de Heredia
Pour les personnes ayant le même patronyme, voir Heredia.
Antoine de Heredia, en religion Antoine de Jésus, né en 1510 à Requena en Nouvelle-Castille, mort le  22 avril 1601, est un religieux espagnol, premier compagnon de saint Jean de la Croix dans le couvent réformé du Carmel. 
Né dans une noble famille espagnole, il entre très jeune au Carmel. Alors qu'il est prieur de son couvent, sa rencontre avec Thérèse d'Avila l'amène à embrasser la réforme qu'elle essaie de mettre en place dans l'ordre. Il part avec saint Jean de la Croix fonder le premier couvent masculin de carmes déchaux, et continue ensuite à assister Thérèse dans sa réforme.
Au cours du généralat de Nicolas Doria, il reste en retrait sans prendre la défense de Jérôme Gratien ni de saint Jean de la Croix. Il meurt en avril 1601, le dimanche de Pâques.

## Biographie

### Enfance
Antoine de Heredia est né en 1510 à Requena, en Nouvelle-Castille. Il est issu par son père d'une ancienne famille noble de la Biscaye : la famille de Heredia. Sa mère fait partie d'une famille célèbre du royaume de Valence : la famille des Ferrier. Ses parents, très chrétiens, transmettent à leur fils une foi solide. À l'âge de dix ans, il entre dans l'ordre des carmes, avec l'intention « de devenir un saint ».

### Formation au Carmel
Il effectue son noviciat, puis il part à Salamanque pour suivre des études de belles-lettres, de philosophie et de théologie. Il est ordonné prêtre à 22 ans. Quatre ans plus tard, vers 1627, il est nommé prieur du monastère de Moralegia. Le roi Philippe II et le général de l'Ordre du Carmel le tiennent en grande estime pour son savoir, sa prudence et son zèle.

### Rencontre avec Thérèse d'Avila et fondation

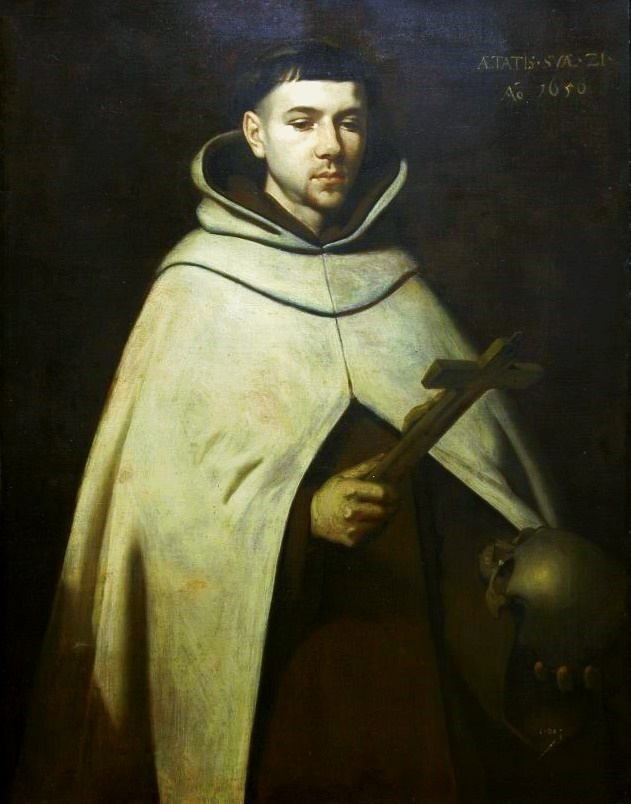
Saint Jean de la Croix qui fonde avec Antoine de Heredia le premier couvent de carmes déchaux, à Duruelo.

Antoine de Heredia est prieur du carmel d'Avila à l'époque de la réforme du Carmel (par Thérèse d'Avila). Lors de la fondation par Thérèse d'Avila d'un couvent de carmélites à Medina del Campo, il l'assiste en négociant pour elle l'achat d'une maison (qui deviendra le nouveau couvent). À cette période, le père Antoine envisage de rejoindre l'Ordre des Chartreux afin de revenir à une plus grande austérité de vie, et de s'adonner davantage à l'oraison. 
Séduit par les projets de réforme de Thérèse d'Avila, il la choisit comme guide spirituel, puis il décide de rejoindre Jean de la Croix dans le premier couvent de carmes déchaux, fondé à Duruelo (le père Antoine était alors prieur du couvent Sainte-Anne à Médine).
Il se démet alors de sa charge de prieur, puis se rend à Duruelo, où il arrive le 27 novembre 1568. Il fait profession sous le nom d'Antoine de Jésus, suivant la règle primitive du Carmel. Il devient ainsi le premier compagnon de Jean de la Croix, selon la règle primitive de l'ordre. Thérèse d'Avila racontera dans ses lettres qu'à la vue de la grande pauvreté du hameau de Duruelo, et des bâtiments du nouveau couvent « le père Antoine a été intérieurement inondé de joie ».

### Vie au couvent de Duruelo
En plus de leur vie de prière et d'oraison, les frères Antoine et Jean de la Croix partent régulièrement prêcher dans les villages alentour. Pour cela ils vont pieds nus, y compris sur la glace et la neige, n'hésitant pas à couvrir une ou deux lieues par tous les temps, provoquant l'admiration des habitants. Leur grande austérité de vie inquiète Thérèse d'Avila qui leur recommande, sans succès, de modérer leurs pénitences.
Les villageois des environs leur apportent régulièrement des provisions, pourvoyant ainsi à leurs besoins. Quelques mois après leur installation, deux nouveaux frères viennent les rejoindre, un père carme âgé et un jeune frère n'ayant pas encore fait profession.
Mais en juillet 1570, à la suite d'une donation, la communauté de Duruelo quitte ce village et part s'installer à Mancera de Abajo.

### Contribution à la réforme du Carmel
Une fois entré dans la réforme carmélitaine menée par Thérèse d'Avila, le père Antoine va continuer d'assister Thérèse dans ses fondations, tant pour la fondation d'un second couvent de carmes déchaux (nom donné à la branche masculine de l'ordre réformé), que celle de différents couvents de carmélites. Après le décès de Thérèse, il continue d'exercer des charges dans l'ordre et « d'édifier l'Ordre par ses vertus et son exemple, sans jamais relâcher la sévérité de la règle ». Son biographe, Marcel Bouix, ajoute qu'il fut une des grandes figures de cet ordre naissant.

### Inaction, laisse accuser saint Jean de la Croix
Après la mort de Thérèse d'Avila, le premier vicaire général de la branche des carmes déchaux, Nicolas Doria, décide de donner une orientation personnelle à ce nouvel ordre. Il s'oppose alors à plusieurs religieux ayant participé à la mise en place de la réforme thérésienne. Il fait ainsi condamner Jean de la Croix et Jérôme Gratien. 
Durant tous ces conflits entre les premiers carmes réformés et le général de l'ordre des déchaux, le père Antoine ne prend pas parti, ni même la défense de Jean de la Croix avec qui il avait fondé le premier couvent de carmes réformés. Cette inaction lui sera reprochée par différents chroniqueurs et historiens. Dans son ouvrage sur Jean de la Croix, Marie Dominique Poinsenet souligne qu'en 1591, lors du chapitre au cours duquel Doria a exclu de la Consultada le père Jean de la Croix, le père Antoine avait 80 ans, et qu'il avait fini par « adopter l'attitude la plus facile sinon la plus surnaturelle », de ne plus essayer de discuter avec le père Doria « puisqu'il fallait toujours, à la fin des discussions, en arriver là où il voulait ».

### Maladie et décès
En 1601, Antoine de Heredia se rend au monastère de Velez à Grenade. Le dimanche des Rameaux et les trois jours suivants, il suit normalement la messe et les offices. Le jeudi Saint il ressent les premiers signes de la fièvre, mais ne le montre pas aux autres frères pour ne pas les inquiéter. Très vite sa santé se dégrade, et le dimanche de Pâques à 6 h du matin il reçoit l'extrême onction. Il meurt à 9 h du matin, le matin de Pâques 22 avril 1601.
Le jour de son décès, le 22 avril 1601, deux religieuses carmélites, Inès de Jésus et Anne de l'Incarnation, parties fonder des couvents thérésiens en Allemagne, meurent elles aussi.

## Sources bibliographiques
- Marcel Bouix, Lettres de Sainte Thérèse d'Avila, t. 2, Paris, Jacques Lecoffre et Cie, Libres Éditeurs, 1861, 557 p. (lire en ligne), p. 36-43. ; source hagiographique mais la plus complète disponible.
- Thérèse d'Avila et Didier-Marie Golay, Les fondations : Actes et mémoires et Poésies, Paris, Cerf, coll. « Sagesses chrétiennes », 13 octobre 2011, 354 p. (ISBN 978-2-204-09634-8, BNF 42527188, lire en ligne). également disponible dans Thérèse d'Avila et Bernard Sesé, Œuvres complètes : Thérèse d'Avila, t. 1, Cerf, coll. « carmel », 20 décembre 1995, 1341 p. (ISBN 978-2-204-05324-2).